# 붉은발말똥게

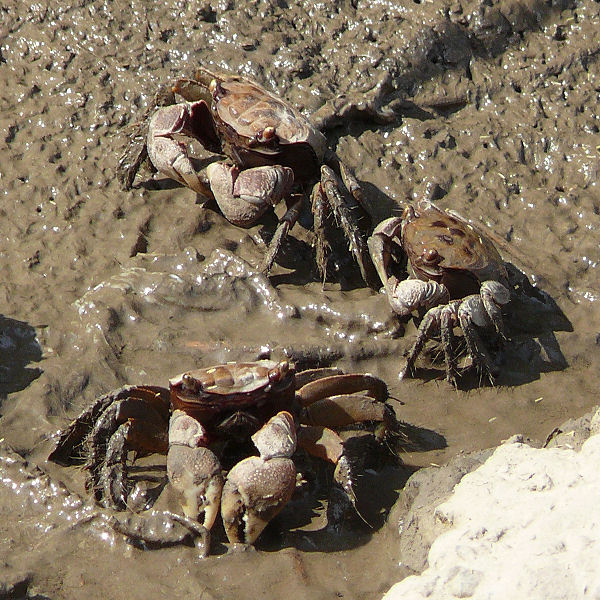

붉은발말똥게(Sesarmops intermedius)는 십각목 사각게과의 게이다. 이름은 붉은 발을 가졌으며, 말똥 냄새가 난다 하여 붙여졌다. 대한민국과 일본, 타이완, 홍콩, 미안마, 인도 연안에 분포하며, 대한민국에서는 멸종위기 Ⅱ등급으로 분류되고 있다. 잡식성으로 진딧물, 지렁이, 죽은 물고기, 식물 잎 등을 먹는다.

## 같이 보기
- 도둑게